# 程婉珍
程婉珍（?—?），1920年代的一位中国社会活動家、教育家和记者。程婉珍曾擔任基督教女青年會书报部干事並且任教於齊魯大學。

## 生平
程婉珍是上海人。她曾就读于中西女中，後來前往位於美國格林斯伯勒的北卡羅來納大學格林斯伯勒分校学习音乐， 她是該學校的第一位国际学生。 1919年，程婉珍從史密斯学院畢業，  並且获得該校頒發的历史學学位。  在美國期間程婉珍認識了裘維裕。
1921年，程婉珍代表中国参加国际妇女劳工大会。1922－1926年期間擔任基督教女青年會全国协会劳工部干事。1922年3月19日，浦東日華紗廠工人在中國勞動組合書記部指導下組織上海紡織業工會浦東部，並在上海公學開成立會。程婉珍在會上演說。1923年秋，程婉珍到浙江省等地访问了解劳工状况。1924年12月29日，程婉珍等人在上海組織上海女權運動同盟會。1925年，程婉珍擔任中國婦女協會副部長。1925年1月11日，程婉珍當選上海婦女會副會長。同年參加中國兵災女界賑濟會。
1926年，出于健康等原因，她离开了基督教女青年会，并于当年嫁给了裘維裕。  婚後一個月，程婉珍被查出患有肺結核。程婉珍早於裘維裕去世。